# Danmark ved vinter-OL 1948
Danmark deltog ved Vinter-OL 1948 i St. Moritz Schweiz med to mandlig sportsudøver. Per Cock-Clausen konkurrerede i kunstskøjteløb, hvor han opnåede en placering som nummer 16 og Aage Justesen konkurrerede i hurtigløb på skøjter, hvor han opnåede en placering som nummer 29. Danmark opnåede således ingen medaljer. Det var første gang, Danmark deltog i et vinter-OL.